# Dangerous Woman
《Dangerous Woman》은 미국 싱어송라이터 아리아나 그란데의 세 번째 정규 앨범이다. 2016년 5월 20일 리퍼블릭 레코드를 통해 발매되었다. 그란데는 두 번째 정규 앨범 《My Everything》(2014) 발매 직후 곧바로 이번 앨범 작업을 시작했다. 맥스 마틴, 사반 코테차와 함께 총괄 프로듀서를 맡았으며, 니키 미나즈, 릴 웨인, 메이시 그레이, 퓨처가 피처링 아티스트로 참여했다.
가사적으로 《Dangerous Woman》은 사랑, 파괴적인 관계, 반항적인 태도를 중심으로 전개된다. 이 앨범은 주로 팝과 알앤비를 기반으로 하면서도 댄스, 디스코, 하우스, 트랩, 레게, 일렉트로팝 요소를 포함하고 있다. 평단으로부터 긍정적인 평가를 받았으며, 특히 그란데의 뛰어난 가창력, 성숙해진 가사, 다양한 음악 스타일에 대한 적응력이 호평을 받았다. 또한, 2016년 다수의 연말 결산 리스트에 이름을 올렸다. 《Dangerous Woman》과 그 싱글들은 여러 시상식에서 후보에 올랐으며, 그래미 어워드에서 두 개 부문에 노미네이트되었다. 이 앨범을 통해 그란데는 2016년 아메리칸 뮤직 어워드에서 '올해의 아티스트'를 수상했으며, 2017년 일본 골드 디스크 어워드에서 '인터내셔널 올해의 앨범'을 수상했다.
이 앨범은 네 개의 싱글로 구성되었으며, 미국 《빌보드》 핫 100에서 톱 10에 오른 〈Side to Side〉와 〈Dangerous Woman〉, 그리고 국제적으로 톱 10 히트를 기록한 〈Into You〉가 포함되어 있다. 《Dangerous Woman》은 《빌보드》 200 차트에서 2위로 데뷔하며, 그란데의 앨범 중 처음으로 미국에서 1위로 데뷔하지 않은 작품이자 현재까지 유일한 사례가 되었다. 그러나 결국 당시 기준으로 그녀의 미국 내 가장 성공적인 앨범이 되었다. 국제적으로는 오스트레일리아, 브라질, 이탈리아, 아일랜드, 뉴질랜드, 스페인, 영국 등 여러 국가에서 차트 1위를 기록했으며, 특히 영국에서는 그녀의 첫 차트 1위 앨범이 되었다. 이 앨범을 지원하기 위해 그란데는 2017년 Dangerous Woman Tour를 진행했으며, 최종적으로 7,100만 달러 이상의 수익을 기록했다.

## 곡 목록
- 스탠더드 버전

1. Moonlight - 3:22

2. Dangerous Woman - 3:56

3. Be Alright - 2:57

4. Into You - 4:04

5. Side to Side (feat. 니키 미나즈) - 3:46

6. Let Me Love You (feat. 릴 웨인) - 3:43

7. Greedy - 3:34

8. Leave Me Lonely (feat. 메이시 그레이) - 3:49

9. Everyday (feat. 퓨처) - 3:14

10. Bad Decisions - 3:46

11. Thinking Bout You - 3:20
- 디럭스, 북미 버전

10. Sometimes - 3:46

11. I Don't Care - 2:58

12. Bad Decisions - 3:46

13. Touch It - 4:20

14. Knew Better / Forever Boy - 4:59

15. Thinking Bout You - 3:20
- 일본판 앨범 (보너스 트랙)

16.Focus - 3:31
- 타깃, 미디어월드 스페셜 버전 (보너스 트랙)

16. Step On Up - 3:01

17. Jasons's Song (Gave It Away) - 4:25

### 뮤직비디오
- Dangerous Woman - 유튜브
- Let Me Love You - 유튜브
- Into You - 유튜브
- Side to Side - 유튜브